# Хально-Парцеле
Хально-Парцеле (пол. Chalno-Parcele) — село в Польщі, у гміні Топулька Радзейовського повіту Куявсько-Поморського воєводства.
Населення — 34 особи (2011).
У 1975-1998 роках село належало до Влоцлавського воєводства.

## Демографія
Демографічна структура станом на 31 березня 2011 року:
|          | Загалом | Допрацездатний вік | Працездатний вік | Постпрацездатний вік |
| -------- | ------- | ------------------ | ---------------- | -------------------- |
| Чоловіки | 15      | 4                  | 9                | 2                    |
| Жінки    | 19      | 4                  | 14               | 1                    |
| Разом    | 34      | 8                  | 23               | 3                    |